# Faits divers, le mag
Pour les articles homonymes, voir Faits divers (homonymie).
Faits divers, le mag est une émission de télévision française d'information et d'enquêtes policières diffusée sur France 2 puis sur France 3 du 16 février 2008 au 4 juillet 2010.

## Principe
Réalisée par Éric Pierrot, l'émission se subdivise en quatre parties : l'enquête, le portrait, le reportage, et l'histoire de stars.

## Diffusion
Faits divers, le mag est diffusée sur France 2 à partir du 16 février 2008 chaque samedi après-midi à 13 h 55. Une diffusion en semaine est ensuite programmée du 27 juillet 2009 au 28 août 2009 à 13 h 55 toujours en remplacement de Toute une histoire de Jean-Luc Delarue durant l'été.
Du 13 septembre 2009 au 4 juillet 2010, l'émission est diffusée sur France 3 chaque dimanche après-midi, d'abord à 16 h puis à 13 h 25. À la suite d'une insatisfaction de la part des responsables de la chaîne publique, le programme est arrêté à la fin de la saison[réf. nécessaire].
À l'été 2010, deux épisodes du mag de cette troisième saison sont reprogrammés tous les lundis soir en deuxième partie de soirée sur France 3 après Soir 3 et Tout le sport vers 22 h 55 du 5 juillet 2010 au 30 août 2010.
En septembre 2010, pendant une semaine, cinq épisodes des deux premières saisons qui avaient été diffusés sur France 2 sont rediffusés provisoirement à 13 h 55 du 20 septembre 2010 au 24 septembre 2010, en remplacement de Toute une histoire et Le Grenier de Sébastien.
Les épisodes de l'émission sont ensuite rediffusés sur Planète No Limit, puis sur Planète+ CI.

## Programmation
| Date         | Titres des sujets                            | Détails et informations supplémentaires |
| ------------ | -------------------------------------------- | --- |
| 16 août 2010 | Le procès                                    | Alain est jugé à la cour d'assises de Strasbourg pour avoir abattu avec son fusil de chasse son épouse Francine qui voulait se séparer de lui. |
| 16 août 2010 | Un jour avec...                              | |
| 16 août 2010 | Le reportage : Salon de l'agriculture        | |
| 16 août 2010 | Le reportage : Épilogue de l'affaire Treiber | |